# Zürcher Handball-Turnier 1929
Das Zürcher Handball-Turnier 1929 war die erste Austragung des Zürcher Handball-Turniers, die von der Handball-Sektion des FC Blue Stars Zürich organisiert wurde. Die Spiele wurden am 9. Juni 1929 auf dem Platz des FC Blue Stars ausgeführt, die Halbfinals am Sonntagmorgen und der Final am Nachmittag. Pfadfinderkorps gewann gegen die Gastgeber den Final mit 3:1. Es erhielt den «Olympiacup», der von dem Sporthaus Olympia in Zürich gestiftet wurde.

## Turnierbaum
|  | Halbfinal                    | Halbfinal |                      |                              | Final | Final |
|  |                              |           |                      |                              |       |       |
|  |                              |           |                      |                              |       |       |
|  | TV Kaufleute Zürich          | 4         |                      |                              |       |       |
|  | FC Blue Stars Zürich         | 5         |                      |                              |       |       |
|  |                              |           | FC Blue Stars Zürich | 1                            |       |       |
|  |                              |           |                      | Pfadfinderkorps Stadt Zürich | 3     |       |
|  | Deutsche Turnerschaft Zürich | 4         |                      |                              |       |       |
|  | Pfadfinderkorps Stadt Zürich | 5         |                      |                              |       |       |
|  |                              |           |                      |                              |       |       |